# Stachys macrotricha
Stachys macrotricha là một loài thực vật có hoa trong họ Hoa môi. Loài này được Rech.f. & Goulimy miêu tả khoa học đầu tiên năm 1957.